# Eishockey in Wilhelmshaven
Unter dem Namen EC Wilhelmshaven sind mehrere ehemalige Eishockeyvereine aus der deutschen Küstenstadt Wilhelmshaven bekannt, die juristisch gesehen zwar voneinander unabhängig sind, organisatorisch und sportlich jedoch als Nachfolgevereine angesehen werden können. Mit dem EC Wilhelmshaven Friesland stellte der bislang letzte Club aus Wilhelmshaven zwischen 2008 den Spielbetrieb ein. Seit 2016 führt der ECW Sande die Eishockeytradition in der Region fort.

## Geschichte
1964 wurde der Eissportverein Stickhausen in Stickhausen in der Nähe von Leer gegründet. Ab 1981 bildete der Club eine Spielgemeinschaft mit dem VfB Oldenburg. 1986 wurde der Vereinssitz nach Wilhelmshaven verlegt. Dort wurde eine Spielgemeinschaft mit dem PSV Wilhelmshaven gebildet, welche 1989 erstmals den Aufstieg in die Regionalliga schaffte. Im Zuge des Aufstiegs wurde aus der Eishockeyabteilung des PSV der EC Wilhelmshaven-Stickhausen, der in den folgenden Jahren bis zu 2.500 Zuschauer in das Eislaufcenter Wilhelmshaven lockte.
Ab 1992 nahm der EC Wilhelmshaven-Stickhausen am Spielbetrieb der damals drittklassigen Oberliga teil, nach deren Auflösung 1994 die Mannschaft im Zuge der Einführung der neuen Profispielklasse DEL in die damals zweitklassige 1. Liga eingeteilt wurde. 1999 gelang der Aufstieg aus der 1. Liga Nord in die inzwischen wiedereingeführte 2. Bundesliga, in der sich der EC bis 2001 halten konnte. Aufgrund finanzieller Probleme zog sich der Verein schließlich in die Regionalliga zurück.
Nach dem Konkurs des EC Wilhelmshaven-Stickhausen, wurde 2002 kurzfristig der EC Wilhelmshaven „Die Jadehaie“ zur Fortsetzung des Spielbetriebs gegründet. Dieser konnte den Spielbetrieb in der Regionalliga Nord fortsetzen. Während der Saison 2004/05 musste jedoch am 5. März 2005 auch gegen den neuen Verein aufgrund finanzieller Probleme ein Insolvenzantrag gestellt werden.
Als Nachfolgeverein wurde am 7. März 2005 der EC Wilhelmshaven-Friesland e. V. gegründet, obwohl sich der Altverein noch im Insolvenzverfahren befand. Dieses Vorgehen wurde in Wilhelmshaven vor allem damit begründet, dass nur so der laufende Spiel- und Trainingsbetrieb, auch der Nachwuchsmannschaften, aufrechterhalten werden könne. Für die Saison 2006/07 verzichtete der ECW wegen der ungeklärten Hallensituation und der hohen finanziellen Belastungen bei einem erneuten Ausweichen in das Bremer Eisstadion auf eine Teilnahme am Spielbetrieb mit der Seniorenmannschaft. Mit dem Abriss der Eishalle in Wilhelmshaven 2008 stellte der Verein den Spielbetrieb ganz ein.
Am 21. Februar 2012 wurde die Initiative „Ja, zur neuen Eishalle in Wilhelmshaven“ ins Leben gerufen. Ziel der Initiative ist der Bau einer neuen Eishalle in Wilhelmshaven. Bei einer Unterschriftenaktion wurden 4194 Unterschriften gesammelt und am 21. März 2012 dem Oberbürgermeister der Stadt Andreas Wagner überreicht.
2015 wurde in Sande vor den Toren Wilhelmshavens eine bereits vorhandene Halle zu einer Eishalle umgebaut. Eine geplante Wiederaufnahme des Spielbetriebs durch den ECWF in der Landesliga Nord 2015/16 kam nicht zustande. Stattdessen nahm in der Saison 2016/17 der neu gegründete ECW Sande an der Landesliga Nord teil und stieg in den folgenden zwei Jahren zunächst in die Verbands- und anschließend in die Regionalliga auf.

### Ligenzugehörigkeit seit 1989
| Name                            | Zeitraum  | Liga                    | Stufe |
| ------------------------------- | --------- | ----------------------- | ----- |
| EC Wilhelmshaven-Stickhausen    | 1989–1992 | Regionalliga Nord       | IV    |
| EC Wilhelmshaven-Stickhausen    | 1992–1994 | Oberliga Nord           | III   |
| EC Wilhelmshaven-Stickhausen    | 1994–1998 | 1. Liga Nord            | II    |
| EC Wilhelmshaven-Stickhausen    | 1998/99   | 1. Liga Nord            | III   |
| EC Wilhelmshaven-Stickhausen    | 1999–2001 | 2. Bundesliga           | II    |
| EC Wilhelmshaven-Stickhausen    | 2001/02   | Regionalliga Nord       | IV    |
| EC Wilhelmshaven „Die Jadehaie“ | 2002–2005 | Regionalliga Nord(/Ost) | IV    |
| EC Wilhelmshaven Friesland      | 2005/06   | Verbandsliga Nord/Ost   | V     |
| ECW Sande                       | 2016/17   | Landesliga Nord         | VI    |
| ECW Sande                       | 2017/18   | Verbandsliga Nord       | V     |
| ECW Sande                       | 2018/19   | Regionalliga Nord       | IV    |
| ECW Sande                       | 2019/20   | Regionalliga Nord       | IV    |
| ECW Sande                       | 2020/21   | Regionalliga Nord       | IV    |
| ECW Sande                       | 2021/22   | Regionalliga Nord       | IV    |
| ECW Sande                       | 2022/23   | Regionalliga Nord       | IV    |
| ECW Sande                       | 2023/24   | Regionalliga Nord       | IV    |

## Bekannte ehemalige Spieler
- Vitalij Aab
- Anatoli Antipow
- Boris Blank
- Witalij Blank
- Andrej Dimitriev
- Dmitri Dudarew
- Dieter Frenzel
- Iiro Itämies
- Vitali Janke
- Sergei Jaschin
- Wiktar Karatschun
- Eduard Lewandowski
- Andrej Naumann
- Jari Pasanen
- Jacek Piechutta
- Donnie Rae
- Andrei Sorokin
- Chris Wakal
- Sergei Hatkewitsch
- Dave Rich

## Trivia
Das Vereinsmaskottchen des ECW Sande heißt „Haiko“.
Der Verein gibt seit 2017 eine Stadionzeitung heraus, die zu jedem Heimspiel in der Halle verteilt wird.